# Podgorje (żupania sisacko-moslawińska)
Podgorje – wieś w Chorwacji, w żupanii sisacko-moslawińskiej, w gminie Gvozd. W 2011 roku liczyła 150 mieszkańców.